# Nicky Clarke (cầu thủ bóng đá)
Nick Clarke (sinh ngày 20 tháng 8 năm 1967) là một cựu cầu thủ bóng đá người Anh thi đấu ở Football League cho Chesterfield, Doncaster Rovers, Mansfield Town và Wolverhampton Wanderers.